# Fontenay (Sena Marítimo)
Fontenay é uma comuna francesa na região administrativa da Normandia, no departamento de Sena Marítimo. Estende-se por uma área de 5,61 km². Em 2010 a comuna tinha 1 403 habitantes (densidade: 250,1 hab./km²).